# Elecciones estatales de Chihuahua de 1992
Las elecciones estatales de Chihuahua de 1992 se llevaron a cabo el domingo 12 de julio de 1992, y en ellas se renovaron los siguientes cargos de elección popular:
- Gobernador de Chihuahua. Titular del Poder Ejecutivo del estado, electo para un periodo de seis años no reelegibles en ningún caso, el candidato electo fue Francisco Barrio Terrazas.
- 28 diputados del Congreso del Estado. 18 electos por mayoría relativa en cada uno de los Distritos Electorales y 10 electos por el principio de representación proporcional mediante un sistema de lista.
- 67 ayuntamientos. Compuestos por un presidente municipal y regidores, electos para un periodo de tres años no reelegibles para el periodo inmediato.

## Precandidaturas y elecciones internas

### Partido Acción Nacional
El 1 de septiembre de 1991, el periódico Norte de Ciudad Juárez publicó una entrevista realizada al expresidente municipal, Francisco Barrio Terrazas en la que él admitió no saber «todavía si aceptaré otra candidatura para gobernador» en torno a su posible intención de buscar ser candidato del Partido Acción Nacional a la gubernatura por segunda ocasión.
En enero, en otra entrevista, Barrio afirmó que una alternativa a su candidatura sería la del empresario Alonso Baeza, aunque el 13 de enero de 1992, el mismo Barrio anunció que buscaría ser de nueva cuenta candidato del Partido Acción Nacional a la gubernatura de Chihuahua en las elecciones de ese año, registrándose como precandidato el 22 de enero.
Para el 10 de febrero, Barrio tomó protesta como candidato del PAN luego de ser elegido unánimemente en una asamblea estatal del partido realizada el día anterior en la ciudad de Chihuahua.

### Partido Revolucionario Institucional
A finales de 1991, el exprocurador general de justicia del estado durante la corta administración de Saúl González Herrera, Enrique Aguilar Pérez manifestó públicamente su intención de ser candidato del Partido Revolucionario Institucional a la gubernatura del estado en las elecciones de 1992. Para el 7 de enero, el senador Artemio Iglesias Miramontes, el presidente municipal de Ciudad Juárez, Jesús Macías Delgado y el presidente municipal de Chihuahua, Rodolfo Torres Medina manifestaron que no era necesario adelantarse para postularse, en referencia a la manifestación hecha por Aguilar Pérez unas semanas antes.
El 20 de febrero de 1992, se publicó en diversos diarios del estado la convocatoria para elegir al candidato del PRI a la gubernatura de Chihuahua y a raíz de esta, hacen mención de que el ungido sería el presidente municipal de Ciudad Juárez, Jesús Macías Delgado. Finalmente, el 22 de febrero, el Consejo Político Estatal del PRI seleccionó como su candidato a la gubernatura a Jesús Macías Delgado.

### Partido Popular Socialista
El 21 de enero de 1992, el Partido Popular Socialista anunció que postularía a un candidato de coalición junto a los partidos de la Revolución Democrática, del Frente Cardenista de Reconstrucción Nacional y el local del Comité de Defensa Popular.
El 7 de febrero, los partidos hicieron pública una lista de seis precandidatos a propuesta de cada uno, en donde el PPS propuso a Hildebrando Gaytán Márquez y Jorge Tovar, mientras que el PRD propuso a los abogados Jaime García Chávez y Juan Manuel Otero, el PARM a la cantante Lucha Villa y finalmente, el CDP a su líder, Rubén Aguilar Jiménez.
El 20 de febrero, ante la inminente postulación de Jesús Macías como candidato del PRI, la prensa comenzó a especular la posibilidad de que la coalición conformada por diversos partidos de izquierda buscara que el senador por el PRI, Artemio Iglesias fuera su candidato en caso de no lograr la candidatura del PRI. Finalmente, el PPS postuló en coalición con el PRD al abogado Jaime García Chávez.

### Partido de la Revolución Democrática
El 21 de enero de 1992, el Partido de la Revolución Democrática anunció que postularía a un candidato de coalición junto a los partidos Popular Socialista, del Frente Cardenista de Reconstrucción Nacional y el local del Comité de Defensa Popular.
El 7 de febrero, los partidos hicieron pública una lista de seis precandidatos a propuesta de cada uno, en donde el PPS propuso a Hildebrando Gaytán Márquez y Jorge Tovar, mientras que el PRD propuso a los abogados Jaime García Chávez y Juan Manuel Otero, el PARM a la cantante Lucha Villa y finalmente, el CDP a su líder, Rubén Aguilar Jiménez.
El 20 de febrero, ante la inminente postulación de Jesús Macías como candidato del PRI, la prensa comenzó a especular la posibilidad de que la coalición conformada por diversos partidos de izquierda buscara que el senador por el PRI, Artemio Iglesias fuera su candidato en caso de no lograr la candidatura del PRI. Finalmente, el PRD postuló en coalición con el PPS al abogado Jaime García Chávez.

### Partido del Frente Cardenista de Reconstrucción Nacional
El 21 de enero de 1992, el Partido del Frente Cardenista de Reconstrucción Nacional anunció que postularía a un candidato de coalición junto a los partidos Popular Socialista, de la Revolución Democrática y el local del Comité de Defensa Popular.
El 20 de febrero, ante la inminente postulación de Jesús Macías como candidato del PRI, la prensa comenzó a especular la posibilidad de que la coalición conformada por diversos partidos de izquierda buscara que el senador por el PRI, Artemio Iglesias fuera su candidato en caso de no lograr la candidatura del PRI. A los cuantos días, el PFCRN abandonó la coalición.
Finalmente, el PFCRN se sumó a la candidatura del PRI y de Jesús Macías.

### Partido Auténtico de la Revolución Mexicana
A finales de enero de 1992, el Partido Auténtico de la Revolución Mexicana acordó unirse al esfuerzo de coalición opositora de los partidos Popular Socialista, de la Revolución Democrática, del Frente Cardenista de Reconstrucción Nacional y el local del Comité de Defensa Popular.
El 7 de febrero, los partidos hicieron pública una lista de seis precandidatos a propuesta de cada uno, en donde el PPS propuso a Hildebrando Gaytán Márquez y Jorge Tovar, mientras que el PRD propuso a los abogados Jaime García Chávez y Juan Manuel Otero, el PARM a la cantante Lucha Villa y finalmente, el CDP a su líder, Rubén Aguilar Jiménez.
El 20 de febrero, ante la inminente postulación de Jesús Macías como candidato del PRI, la prensa comenzó a especular la posibilidad de que la coalición conformada por diversos partidos de izquierda buscara que el senador por el PRI, Artemio Iglesias fuera su candidato en caso de no lograr la candidatura del PRI.
Finalmente, el PARM postuló en coalición con el CDP a Rubén Aguilar Jiménez.

### Partido del Comité de Defensa Popular
El 21 de enero de 1992, el Partido del Comité de Defensa Popular anunció que postularía a un candidato de coalición junto a los partidos Popular Socialista, de la Revolución Democrática y del Frente Cardenista de Reconstrucción Nacional.
El 7 de febrero, los partidos hicieron pública una lista de seis precandidatos a propuesta de cada uno, en donde el PPS propuso a Hildebrando Gaytán Márquez y Jorge Tovar, mientras que el PRD propuso a los abogados Jaime García Chávez y Juan Manuel Otero, el PARM a la cantante Lucha Villa y finalmente, el CDP a su líder, Rubén Aguilar Jiménez.
El 20 de febrero, ante la inminente postulación de Jesús Macías como candidato del PRI, la prensa comenzó a especular la posibilidad de que la coalición conformada por diversos partidos de izquierda buscara que el senador por el PRI, Artemio Iglesias fuera su candidato en caso de no lograr la candidatura del PRI.
El CDP terminó postulando a su líder, Rubén Aguilar Jiménez en coalición con el PARM.

## Resultados electorales

### Gobernador
|  | 49.83 % |

|  | 43.55 % |

|  | 1.61 % |

|  | 2.42 % |

|  | 0.15 % |

|  | 97.55 % |

|  | 2.45 % |

|  | 63.88 % |

|  | 36.12 % |

### Ayuntamientos

Distribución de ayuntamientos de Chihuahua por partido político.
Partido Acción Nacional
Partido Revolucionario Institucional

|  | 45.92 % |

|  | 46.35 % |

|  | 0.26 % |

|  | 1.88 % |

|  | 0.48 % |

|  | 0.16 % |

|  | 2.39 % |

|  | 0.02 % |

|  | 0.04 % |

|  | 97.50 % |

|  | 2.50 % |

|  | 63.73 % |

Alcaldes electos por municipio
| Municipio               | Candidato                    | Partido | Municipio                | Candidato                               | Partido |
| ----------------------- | ---------------------------- | ------- | ------------------------ | --------------------------------------- | ------- |
| Ahumada                 | Fidel Chávez Molina          |         | Janos                    | Mario Rico Parra                        |         |
| Aldama                  | Rogelio Carrasco González    |         | Jiménez                  | Flavio Filomeno Acosta Cano de los Ríos |         |
| Allende                 | Silvia Villanueva            |         | Juárez                   | Francisco Villarreal Torres             |         |
| Aquiles Serdán          | Jesús Jaramillo Jaramillo    |         | Julimes                  | Adán Franco Esparza                     |         |
| Ascensión               | Manuel Galván Apocada        |         | López                    | Heriberto Maldonado                     |         |
| Bachíniva               | Maclovio Bustillos Trevizo   |         | Madera                   | Orestes Chávez Chavira                  |         |
| Balleza                 | Fidel Chávez Molina          |         | Maguarichi               | Raúl Parra Rodríguez                    |         |
| Batopilas               | Francisco Báez Álvarez       |         | Manuel Benavides         | Pedro Villanueva                        |         |
| Bocoyna                 | Jaime E. González            |         | Matachí                  | Jaime Arvizo Tello                      |         |
| Buenaventura            | Manuel Fernández Ponce       |         | Matamoros                | Timoteo Corral de León                  |         |
| Camargo                 | Carlos Aguilar Camargo       |         | Meoqui                   | Martín Siller Hermosillo                |         |
| Carichí                 | Héctor Guzmán                |         | Morelos                  | Arnoldo Chaparro Cruz                   |         |
| Casas Grandes           | Guadalupe Sánchez Buenrostro |         | Moris                    | Elizaldo Castillo Palma                 |         |
| Coronado                | Josefa Guadalupe Rentería    |         | Namiquipa                | Alfredo Mario Samaniego Mathus          |         |
| Coyame del Sotol        | Ignacio Ortiz Vieyra         |         | Nonoava                  | Alberto Sánchez González                |         |
| La Cruz                 | Ignacio García Sánchez       |         | Nuevo Casas Grandes      | Saúl Ruiz Arriaga                       |         |
| Cuauhtémoc              | César Chavira Enríquez       |         | Ocampo                   | Lorenzo Tovalí Lucero                   |         |
| Cusihuiriachi           | Román Andazola               |         | Ojinaga                  | José Isaac Uribe Alanis                 |         |
| Chihuahua               | Patricio Martínez García     |         | Práxedis G. Guerrero     | Rafael Carreón Otero                    |         |
| Chínipas                | Conrado Ochoa                |         | Riva Palacio             | Héctor Ontiveros                        |         |
| Delicias                | Rogelio Bejarano García      |         | Rosales                  | Raúl Chavira Muñiz                      |         |
| Dr. Belisario Domínguez | Isidro Andrade               |         | Rosario                  | Sandalio Mendoza                        |         |
| Galeana                 | Narciso Favela               |         | San Francisco de Borja   | José Aguirre C.                         |         |
| General Trías           | Francisco Chávez             |         | San Francisco de Conchos | Xóchilt Hermosillo                      |         |
| Gómez Farías            | Álvaro Muñoz Muñoz           |         | San Francisco del Oro    | Arturo Huerta L.                        |         |
| Gran Morelos            | Pedro E. Montes              |         | Santa Bárbara            | José René Gómez                         |         |
| Guachochi               | Rogelio Yánez Bustillos      |         | Satevó                   | Manuel López Zubiate                    |         |
| Guadalupe               | Rogelio Sánchez              |         | Saucillo                 | Rafael Guerrero                         |         |
| Guadalupe y Calvo       | José A. Aguirre              |         | Temósachi                | Otoniel Ruiz Córdova                    |         |
| ̣Guazapares              | Raúl Rascón Rascón           |         | El Tule                  | Sostenes Sandoval Moreno                |         |
| Guerrero                | Carlos Comadurán             |         | Urique                   | Feliciano Villalobos Revuelto           |         |
| Hidalgo del Parral      | Adalberto Gutiérrez Meléndez |         | Uriachi                  | Guadalupe González González             |         |
| Huejotitán              | Melitón Sánchez Silva        |         | Valle de Zaragoza        | José Luis Puga Terrazas                 |         |
| Ignacio Zaragoza        | René Carmona                 |         |                          |                                         |         |

#### Ayuntamiento de Chihuahua
|  | 44.34 % |

|  | 49.17 % |

|  | 0.33 % |

|  | 1.62 % |

|  | 0.19 % |

|  | 0.18 % |

|  | 2.81 % |

|  | 0.01 % |

|  | 98.66 % |

|  | 1.34 % |

|  | 61.89 % |

|  | 38.11 % |

#### Ayuntamiento de Juárez
|  | 51.28 % |

|  | 40.76 % |

|  | 0.29 % |

|  | 0.59 % |

|  | 0.35 % |

|  | 0.08 % |

|  | 3.18 % |

|  | 0.06 % |

|  | 96.59 % |

|  | 3.41 % |

|  | 67.42 % |

|  | 32.58 % |

### Congreso del Estado de Chihuahua

Distribución de los distritos de Chihuahua por partido político:
Partido Acción Nacional
Partido Revolucionario Institucional

|  | 47.02 % |

|  | 45.16 % |

|  | 0.39 % |

|  | 1.97 % |

|  | 0.51 % |

|  | 0.08 % |

|  | 0.16 % |

|  | 2.40 % |

|  | 100.00 % |